# Aplikacija (okrasek)
Aplikacija je okrasno šivanje, pri katerem so kosi tkanine v različnih oblikah in vzorcih sešiti ali drugače pritrjeni na večji kos največkrat tkanine tako, da tvorijo sliko ali vzorec. Običajno se uporablja kot okras, zlasti na oblačilih. Tehnika izdelave je lahko ročna ali strojna. Aplikacija se običajno uporablja s tekstilom, vendar se izraz lahko uporablja za podobne tehnike z različnimi materiali. V okviru keramike je na primer aplikacija poseben kos gline, ki se doda primarnemu delu, običajno za namen dekoracije.
Izraz izvira iz latinščine applicō - 'nanašam' in nato iz francoščine appliquer - 'pritrditi'.

## Šivanje
V kontekstu šivanja se aplikacija nanaša na tehniko ročnega šivanja, pri kateri se vzorci ali reprezentativni prizori ustvarjajo s pritrditvijo manjših kosov tkanine na večji kos kontrastne barve ali teksture. Še posebej je primerna za delo, ki ga je treba gledati na daljavo, kot na primer pri izdelavi transparentov in praporov. Slavni primer aplikacije je Hastingška vezenina.
Aplikacija je pomembna oblika umetnosti v Beninu, zahodni Afriki, zlasti na območju okoli Abomeyja, kjer je že od 18. stoletja tradicija v kraljestvu Danhomè.

## Zgodovina
Izraz aplikacija izhaja iz francoskih in latinskih besed applicō in  appliquer, ki pomenita, da se nekaj združi ali pripne. Tako kot vezenje ima skromen začetek. Tehnika je bila uporabljena kot način za krepitev obrabljenih delov predmetov ali za krpanje nastalih lukenj. Aplikacija se je sprva uporabljala za podaljšanje življenjske dobe oblačil in se je preselila med umetniške tehnike, ki jih lahko vidimo v odejah in prešitih odejah pri številnih kulturah iz vsega sveta.

## Prešita odeja
Aplikacija se pogosto uporablja pri prešitju. Dresdenska plošča in Sunbonnet Sue sta dva primera tradicionalnih ameriških prešitih odej, ki sta izdelani tako kot krpanka, kot z aplikacijo. Baltimorske prešite odeje, Broderie perse, havajske prešite odeje, amiške odeje, egiptovski Kajamija in ralli prešite odeje iz Indije in Pakistana, vse uporabljajo aplikacijo.

## Tipi
Uporabljeni kosi imajo navadno obrnjene robove in so nato pritrjeni z naslednjim:
- Ravni šiv, navadno 20-30 mm od roba.
- Satenski šiv, povsod prekrivajoč rob. Krpa je lahko zalepljena ali pritrjena z ravnim šivom, da se zagotovi stabilnost položaja in čisti rob.
- Obratna aplikacija: priloženi materiali so sešiti skupaj, nato se odreže tam, kjer ga na vrhu prekriva drug material, preden se prišije na robove izvirnega materiala.

## Električni šivalni stroji
Sodobni šivalni stroji za vezenje hitro šivajo vzorce aplikacij po programu. Programi imajo možnost zaustavitve, da lahko uporabnik zamenja niti. Najprej se tkanina, ki bo ozadje in tkanina za aplikacijo pritrdita na obroč za vezenje stroja. Program se izvaja, stroj pa na obeh slojih tkanine naredi zrahljan šiv. Program se zažene in stroj naredi ohlapen vbodni šiv čez obe plasti blaga. Nato se stroj ustavi zaradi zamenjave niti ali druge vnaprej programirane prekinitve. Uporabnik nato odreže odvečno tkanino apliciranega materiala okoli šiva. Nato stroj nadaljuje s programom in samodejno šiva satenaste šive in morebitne okrasne šive preko aplikacije za najboljše rezultate.